# 细秆萤蔺
细秆萤蔺（学名：Schoenoplectiella hotarui）为莎草科萤蔺属下的一个种。